# Paul Jarvie
Paul Jarvie (ur. 19 października 1952) – australijski pływak, olimpijczyk.
Reprezentował Australię na Letnich Igrzyskach Olimpijskich 1972, które odbyły się w Monachium. Następnie uczestniczył w Letnich Igrzyskach Olimpijskich 1976 w Montrealu.